# Добруджа (радио)
Вижте пояснителната страница за други значения на Добруджа.
Радио Добруджа е радиостанция, която излъчва 24-часова програма на територията на град Добрич на честота 91.9 MHz от октомври 2001 година. Програмата на радио Добруджа е с регионална насоченост, излъчва информационно-музикална програма и новини на всеки кръгъл час.